# Rudolph Walker
Rudolph Malcolm Walker, OBE es un actor británico, conocido por haber interpretado a Bill Reynolds en Love Thy Neighbour y actualmente por interpretar a Patrick Trueman en la serie EastEnders.

## Biografía
Nació en Trinidad y Tobago y se trasladó al Reino Unido en 1960.
En 2006 fue galardonado con el Orden del Imperio Británico, "OBE".
Rufolph está casado con Dounne Alexander, una editora, autora y oradora motivacional de la salud.

## Carrera
En 1969 apareció como invitado en la popular serie de ciencia ficción Doctor Who, donde interpretó a Harper durante el cuarto y quinto episodio de "The War Games".
En 1971 apareció en la película 10 Rillington Place, basada en los hechos reales de los crímenes de John Christie. En 1972 se unió al elenco principal de la serie Love Thy Neighbour, donde interpretó al conservador Bill Reynolds hasta el final de la serie en 1976.
El 13 de septiembre de 2001, se unió al elenco principal de la popular serie británica EastEnders, donde interpreta a Patrick Trueman hasta ahora. En 2002 obtuvo un papel secundario en la película Ali G anda suelto, donde interpretó al presidente Mwepu. En 2003 se unió al elenco de la serie The Crouches, donde interpretó al abuelo trinitario Langley Crouch hasta el final de la serie en 2005.
En 2010 interpretó de nuevo a Patrick Trueman en el spin-off de EastEnders: EastEnders: E20.

## Filmografía

### Series de televisión
| Año           | Título                     | Personaje             | Notas                                          |
| ------------- | -------------------------- | --------------------- | ---------------------------------------------- |
| 2001-presente | EastEnders                 | Patrick Trueman       | 964 episodios                                  |
| 2010          | EastEnders: E20            | Patrick Trueman       | episodio # 1.9                                 |
| 2003 - 2005   | The Crouches               | Langley Crouch        | 12 episodios                                   |
| 2001          | Doctors                    | Dennis Fisher         | episodio "Remembering"                         |
| 1997          | Bugs                       | Gage                  | episodio "Fugitive"                            |
| 1997          | A Perfect State            | Winston               | 7 episodios                                    |
| 1997          | Teletubbies                | Varias Voces          | -                                              |
| 1995 - 1996   | The Thin Blue Line         | Oficial Gladstone     | 14 episodios                                   |
| 1994          | Scarlett                   | Ransom                | episodio # 1.3 - miniserie                     |
| 1994          | Casualty                   | Bill                  | episodio "Hidden Agendas"                      |
| 1993          | Lovejoy                    | Earl Taylor           | episodio "Never Judge a Book by Its Cover"     |
| 1992          | Between the Lines          | Mr. Pearce            | episodio "Nothing Personal"                    |
| 1992          | Screenplay                 | John Johnson          | episodio "Bitter Harvest"                      |
| 1992          | The Bill                   | Ivan Wilson           | episodio "Better the Devil"                    |
| 1991          | Bodger and Badger          | Mr. Valentino         | 3 episodios                                    |
| 1991          | The Play on One            | Kimumwe               | episodio "Escape from Kampala"                 |
| 1990          | Mr. Bean                   | Vigilante             | episodio "Mr. Bean"                            |
| 1989          | 4 Play                     | Abogado Defensor      | episodio "The Book Liberator"                  |
| 1989          | Rules of Engagement        | Harry Cartwright      | 5 episodios - miniserie                        |
| 1988          | Boon                       | Duke MC               | episodio "Charity Begins at Home: Part 2"      |
| 1988          | Dramarama                  | Raven                 | episodio "Bogeymen"                            |
| 1987          | Lebenslinien               | Louis                 | episodio "Marlene - Der amerikanische Traum"   |
| 1986          | Lenny Henry Tonite         | -                     | episodio "Popsi"                               |
| 1985          | Black Silk                 | Larry Scott           | 8 episodios                                    |
| 1985          | Theatre Night              | -                     | episodio "Playboy of the West Indies"          |
| 1983          | Maybury                    | Mr. Lacey             | 3 episodios                                    |
| 1982          | The Chinese Detective      | Terence Villiers      | episodio "Wheels Between Wheels"               |
| 1978 - 1979   | Empire Road                | Sebastian Moses       | 5 episodios                                    |
| 1978          | BBC2 Play of the Week      | -                     | episodio "Another Day"                         |
| 1977          | ITV Playhouse              | Albert Charles        | episodio "Roadrunner"                          |
| 1976          | Crown Court                | Jacques Denver        | episodio "A World of Difference: Part 1"       |
| 1976          | The Fosters                | Andrew Henderson      | episodio "Buy Now, Pay Later"                  |
| 1972 - 1976   | Love Thy Neighbour         | Bill Reynolds         | 55 episodios                                   |
| 1972          | New Scotland Yard          | Henry Buckingham      | episodio "A Case of Prejudice"                 |
| 1972          | Spyder's Web               | General Limbo         | episodio "The Hazif Affair"                    |
| 1971          | Hine                       | Kironewe              | episodio "Comrades in Arms"                    |
| 1970          | ITV Saturday Night Theatre | Nick                  | 2 episodios                                    |
| 1970          | Oh in Colour               | Varios Personajes     | episodio # 1.2                                 |
| 1970          | Big Brother                | James Modola          | episodio "A Little Bit Like a God" - miniserie |
| 1970          | The Troubleshooters        | Gregory Almolo        | episodio "The Price of a Bride"                |
| 1970          | Paul Temple                | Presidente Ikabu      | episodio "The Black Room"                      |
| 1969          | Hadleigh                   | Smitty                | episodio "M.Y.O.B"                             |
| 1969          | Doctor Who                 | Harper                | 2 episodios                                    |
| 1969          | The Champions              | Guardia               | episodio "Desert Journey"                      |
| 1969          | On the Buses               | George                | episodio "The Early Shift"                     |
| 1968          | Thirty-Minute Theatre      | Benjamin              | episodio "Thank God for U.D.I.!"               |
| 1968          | Theatre 625                | Madu                  | episodio "Wind Versus Polygamy"                |
| 1968          | Mr. Rose                   | Trabajador            | episodio "The Unlucky Dip"                     |
| 1967          | Escape                     | Tami                  | episodio "A Bad Risk"                          |
| 1967          | Sanctuary                  | Philip Harte          | episodio "A Cup of Tea with the Fullers"       |
| 1967          | Comedy Playhouse           | Oficial de la Policía | episodio "Loitering with Intent"               |
| 1967          | Emergency-Ward 10          | Portero               | episodio "A Matter of Will"                    |
| 1967          | Adam Adamant Lives!        | Nikubu                | episodio "Face in a Mirror"                    |
| 1965          | United!                    | Larry Presday         | -                                              |
| 1965          | The Wednesday Play         | Oficial de la Policía | episodio "Fable"                               |

### Películas
| Año  | Título                             | Personaje         | Notas                                                                                                   |
| ---- | ---------------------------------- | ----------------- | --- |
| 2007 | Hit for Six                        | Colin Thompson    | junto a Andrew Pilgrim, Jeanille Bonterre & Alison Sealy-Smith                                          |
| 2002 | Ali G anda suelto                  | Presidente Mwepu  | junto a Sacha Baron Cohen, Michael Gambon, Charles Dance, Kellie Bright, Martin Freeman & Emilio Rivera |
| 1999 | Dockers                            | Bill Morris       | junto a Ken Stott, Crissy Rock, Lee Ross, Christine Tremarco & Ricky Tomlinson                          |
| 1997 | The House of Angelo                | Sommers           | junto a Isla Blair, Mark Byron, Mark Delafield, Julian Glover & David Robb                              |
| 1993 | Bhaji on the Beach                 | Leonard Baptiste  | junto a Kim Vithana, Jimmi Harkishin, Sarita Khajuria & Akbar Kurtha                                    |
| 1991 | Pirate Prince                      | Thomas Newton     | junto a Mona Hammond, David Harewood, Dearbhla Molloy, Thandie Newton & John Woodvine                   |
| 1991 | Let Him Have It                    | Conductor         | junto a Christopher Eccleston, Tom Courtenay, Eileen Atkins, Edward Hardwicke & Clare Holman            |
| 1991 | Smack and Thistle                  | Churchill         | junto a Patrick Malahide, Connie Booth, Thomas Craig, James Saxon & Geoffrey Palmer                     |
| 1991 | King Ralph                         | Rey Mulambon      | junto a John Goodman, Peter O'Toole, John Hurt, Camille Coduri, Richard Griffiths & Joely Richardson    |
| 1989 | The Amazing Adventures of Mr. Bean | -                 | junto a Rowan Atkinson, Paul Brooke & Rex Doyle                                                         |
| 1987 | Big George Is Dead                 | Tony              | junto a Norman Beaton, Linzi Drew, Ram John Holder, Kwabena Manso & Joan Ann Maynard                    |
| 1987 | Elphida                            | Henry             | junto a Akbar Ali, Sean Barrett, Nicholas Boyce, Michael Buffong & Maria Charles                        |
| 1982 | Spaghetti House                    | Comandante Martin | junto a Nino Manfredi, Rita Tushingham, Leo Gullotta, Néstor Garay & Gino Pernice                       |
| 1979 | The Last Giraffe                   | Kamua             | junto a Susan Anspach, Simon Ward, Gordon Jackson, Don Warrington & Saeed Jaffrey                       |
| 1973 | Love Thy Neighbour                 | Bill Reynolds     | junto a Jack Smethurst, Nina Baden-Semper, Kate Williams, Bill Fraser & Charles Hyatt                   |
| 1973 | A Warm December                    | -                 | junto a Sidney Poitier, Yvette Curtis, George Baker, Johnny Sekka & Earl Cameron                        |
| 1973 | Divorce His - Divorce Hers         | Kaduna            | junto a Richard Burton, Elizabeth Taylor, Carrie Nye, Barry Foster & Gabriele Ferzetti                  |
| 1972 | The Trouble with 2B                | -                 | junto a Peggy Aitchison, John Barrow, John Blundell, Roger Booth & Roger Hammond                        |
| 1972 | All Star Comedy Carnival           | Bill              | junto a Moira Anderson, Anne Aston, Nina Baden-Semper, Hylda Baker & Roy Barraclough                    |
| 1971 | Universal Soldier                  | Mbote             | junto a George Lazenby, Ben Carruthers, Robin Hunter & Cy Endfield                                      |
| 1971 | Girl Stroke Boy                    | Mr. Delaney       | junto a Joan Greenwood, Michael Hordern, Patricia Routledge & Peter Bull                                |
| 1971 | All the Right Noises               | Gordon            | junto a Tom Bell, Judy Carne, Edward Higgins, John Standing & Olivia Hussey                             |
| 1971 | 10 Rillington Place                | -                 | junto a Richard Attenborough, John Hurt, Judy Geeson & Pat Heywood                                      |
| 1966 | The Witches                        | Mark              | junto a Joan Fontaine, Kay Walsh, Alec McCowen & Ann Bell                                               |

### Apariciones
| Año         | Programa                      | Personaje         | Notas                        |
| ----------- | ----------------------------- | ----------------- | ---------------------------- |
| 1994 - 1995 | The All New Alexei Sayle Show | Varios Personajes | 2 episodios                  |
| 1987        | The Lenny Henry Show          | Sonny             | episodio "Sonny Sidles Up"   |
| 1979        | The Jim Davidson Show         | -                 | episodio del 31 de diciembre |

### Teatro
| Año  | Título       | Personaje | Director (a)    | Teatro                       | Notas                                                                               |
| ---- | ------------ | --------- | --------------- | ---------------------------- | ----------------------------------------------------------------------------------- |
| 1997 | Elektra      | -         | David Leveaux   | Minerva Studio Theatre       | junto a Zoë Wanamaker, Orla Charlton, Marjorie Yates, Andrew Howard & Raad Rawi     |
| 1990 | Pericles     | -         | David Thacker   | The Pit Theatre              | junto a Ron Edwards, Suzan Sylvester, Russell Dixon, Sally Edwards & Michael Cadman |
| 1988 | The Tempest  | -         | Jonathan Miller | Old Vic Theatre              | junto a Max von Sydow, Aden Gillett, Alexei Sayle, Peter Bayliss & Cyril Nri        |
| 1974 | Play Mas     | -         | Donald Howarth  | London's Royal Court Theatre | junto a Stefan Kalipha, Norman Beaton, Charles Pemberton & Ed Bishop                |
| 1971 | One at Night | -         | Roger Williams  | Royal Court Theatre          | junto Roy Dotrice, June Jago, Ralph Nossek & Frances Cuka                           |

## Fundación Rudolph Walker
Durante el cumpleaños número 70 de Walker lanzó una nueva fundación llamada "The Rudolph Walker Foundation", cuyos objetivos son ayudar a proporcionar oportunidades e incentivos para los jóvenes desfavorecidos que comienzan una carrera en el entretenimiento.
La fundación administra el premio "Rudolph Walker's inter-School Drama, (RWiSDA)" en dónde compiten escuelas de todo Londres. Además el premio "Rudolph Walker's Role Model, (RWRMA)" es presentado a los estudiantes sobresalientes que han contribuido en: un liderazgo positivo, una buena influencia para sus compañeros y otras personas y un modelo a seguir en la escuela.

## Premios y nominaciones
| Año  | Categoría                     | Premio             | Serie      | Resultado |
| ---- | ----------------------------- | ------------------ | ---------- | --------- |
| 2018 | Outstanding Achievement Award | British Soap Award | EastEnders | Ganó      |